# 1re série 1955/56
Die Saison 1955/56 war die 34. Spielzeit der 1re série, der höchsten französischen Eishockeyspielklasse. Meister wurde zum ersten Mal in der Vereinsgeschichte überhaupt der Club des patineurs lyonnais. 

## Meisterschaft
- 1. Platz: Club des patineurs lyonnais
- 2. Platz: Chamonix Hockey Club
- ?. Platz: CSG Paris
- ?. Platz: Ours de Villard-de-Lans